# Онгарсынова, Фариза Онгарсыновна
Фариза Онгарсыновна Онгарсынова (Фариза Унгарсыновна Унгарсынова, каз. Фариза Оңғарсынқызы Оңғарсынова; 25 декабря 1939, село Манаш, Новобогатинский район, Гурьевская область — 23 января 2014, Астана) — поэтесса, народный писатель Республики Казахстан (1996), лауреат Государственной премии Казахской ССР имени Абая (1979), общественный деятель, автор целого ряда поэтических книг и публикаций.

## Биография
Родилась в ауле Манаш Новобогатинского района Гурьевской области (ныне Атырауской области). Происходит из рода адай племени байулы. Отец Фаризы Онгарсын Имангалиев был уважаемым человеком в Казахстане. Впервые организовал рыбное хозяйство в Атырауской области. А мать Калима Имангалиева знала арабский язык и хорошо знала казахскую устную литературу. Имя Фаризы было присвоено азаном татарского муллы по имени Насимолла в селе Манаш. Фариза означает «уникальное». Фариза была самая младшая в семье, братья и сестры скончались в раннем возрасте. Отец умер в раннем возрасте, а мать умерла в 70-х годах. С детства поэтесса проявляла свои поэтические качества, в силу тех обстоятельств, которые повлияли на неё, сочиняла стихи. Есть сыновья Айвар и Алмас, невестки Анара и Аида, внуки Анита, Алан, Анель, Ахметжан, Аслан и Алсу. Также писательница воспитала сыновей и дочерей родного брата, который умер в раннем возрасте.
Русскоязычным читателям творчество Фаризы Онгарсыновой представила переводчик Татьяна Фроловская.
В 1961 году окончила филологический факультет Гурьевского педагогического университета.
С 1961 года по 1969 год поочерёдно занимала должности учителя казахского языка и литературы, завуча и директора в сельских школах.
В 1966 году начала журналистскую деятельность с должности литературного сотрудника редакции Гурьевской областной газеты «Коммунистік еңбек» («Коммунистический труд»).
С 1969 года по 1970 год являлась собственным корреспондентом газеты «Лениншіл жас» («Ленинская молодёжь») по Гурьевской, Актюбинской, Уральской областям.
С 1970 года по 1977 год занимала должность редактора республиканской газеты «Қазақстан пионерi» («Пионер Казахстана»).
С 1978 года по 1996 год — главный редактор республиканского журнала «Пионер».
С 1996 года по 2004 год — депутат Мажилиса парламента Казахстана I и II созывов.

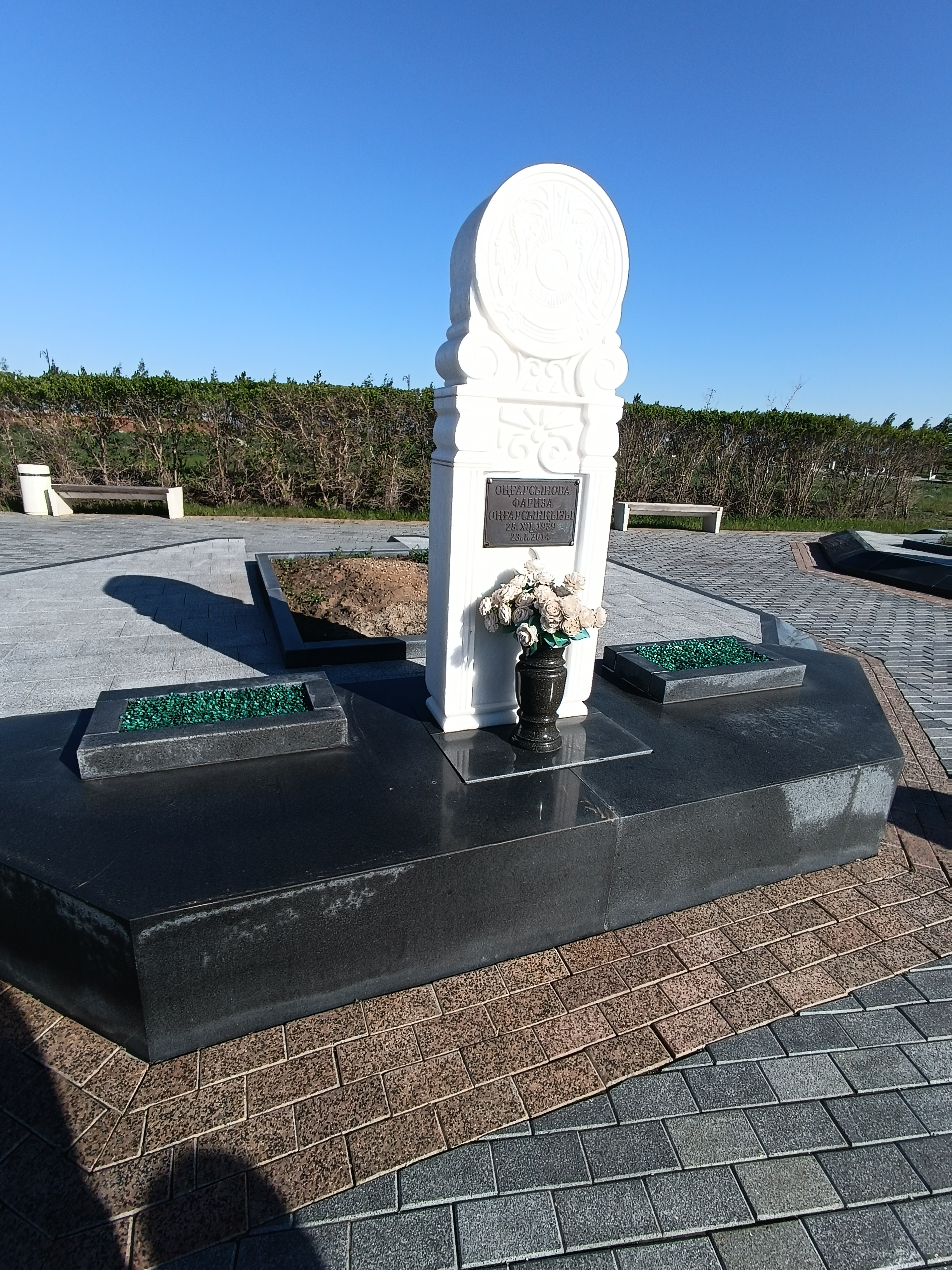

Ушла из жизни в возрасте 74-х лет 23 января 2014 года. Причина её смерти не называется. Похоронена 27 января 2014 года в Национальном пантеоне в Астане рядом с мавзолеем Кабанбай батыра.

## Награды и премии
- Ордена Почёта (1976)
- Государственная премия Казахской ССР имени Абая (1979)
- Отличник народного образования (1985)
- Народный писатель Республики Казахстан (1996)[8]
- Орден Парасат (1996)
- Орден Достык I степени (2009)[9]
- Почётная грамота Президиума Верховного Совета Казахской ССР